# Liste des habitations de la Guyane
Cette liste non exhaustive recense les habitations agricoles de la Guyane.

## Liste
| Nom de l'habitation     | Localité        | Géolocalisation             | Protection        | Image           |
| ----------------------- | --------------- | --------------------------- | ----------------- | --------------- |
| Habitation Vidal        | Rémire-Montjoly | Inconnue                    | Inscrit MH (1999) | Image manquante |
| Habitation Guatemala    | Macouria        | Inconnue                    |                   | Image manquante |
| Habitation Arthur       | Rémire-Montjoly | Inconnue                    |                   | Image manquante |
| Habitation la Béarnaise | Macouria        | Inconnue                    |                   | Image manquante |
| Habitation Loyola       | Rémire-Montjoly | 4° 53′ 56″ N, 52° 16′ 13″ O | Inscrit MH (1993) | Image manquante |
| Habitation la Félicité  | Macouria        | Inconnue                    |                   | Image manquante |
| Habitation Mont-Xavier  | Kourou          | Inconnue                    |                   | Image manquante |
| Habitation Beauregard   | Rémire-Montjoly | Inconnue                    |                   | Image manquante |
| Habitation Maripa       | Roura           | Inconnue                    |                   | Image manquante |
| Habitation le Courbary  | Macouria        | Inconnue                    |                   | Image manquante |
| Habitation La Constance | Régina          | Inconnue                    |                   | Image manquante |
| Habitation Saint-Régis  | Roura           | Inconnue                    |                   | Image manquante |
| Habitation Mont-Louis   | Rémire-Montjoly | Inconnue                    |                   | Image manquante |
| Habitation Vitalo       | Cayenne         |                             |                   | Image manquante |

## Liens annexes
- Habitation agricole coloniale
- Liste des monuments historiques de la Guyane
- Liste des églises de la Guyane
- Liste d'habitations dans les Antilles françaises